# Kris Allen
Kristopher „Kris“ Neil Allen (* 21. Juni 1985 in Jacksonville, Arkansas) ist ein US-amerikanischer Singer-Songwriter. Im Jahr 2009 gewann er die achte Staffel von American Idol.

## Leben
Allen wurde am 21. Juni 1985 in Jacksonville (Arkansas) geboren. Im Jahr 2007 veröffentlichte er sein erstes Album namens Brand New Shoes. Am 26. September 2008 heiratete er seine langjährige Freundin Katy O’Connell. Er ist Vater eines Sohnes.

## American Idol

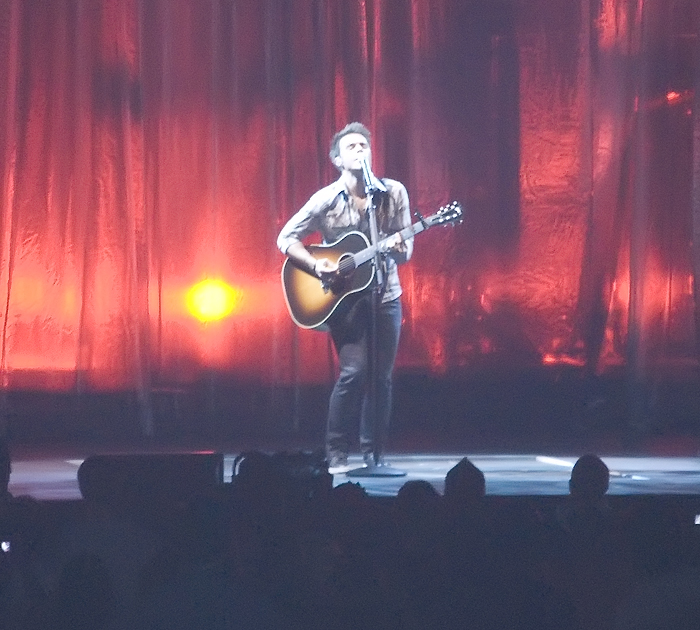
Auftritt bei der American Idol Tour am 5. August 2009

Allen sang in Louisville (Kentucky) vor. Am 19. Mai 2009 gewann er im Finale gegen Adam Lambert.

### Auftritte
| Show       | Lied                                                    | Originalinterpret                                |
| ---------- | ------------------------------------------------------- | ------------------------------------------------ |
| Audition   | A Song for You                                          | Leon Russell                                     |
| Hollywood  | For Once in My Life I Want You Back (Gruppe) Everything | Stevie Wonder The Jackson Five Michael Bublé     |
| Top 36 (2) | Man in the Mirror                                       | Michael Jackson                                  |
| Top 13     | Remember the Time                                       | Michael Jackson                                  |
| Top 11     | Make You Feel My Love                                   | Bob Dylan/Garth Brooks                           |
| Top 10     | How Sweet It Is (To Be Loved by You)                    | Marvin Gaye                                      |
| Top 9      | Ain’t No Sunshine                                       | Bill Withers                                     |
| Top 8      | All She Wants to Do Is Dance                            | Don Henley                                       |
| Top 7 (1)  | Falling Slowly                                          | Glen Hansard & Markéta Irglová                   |
| Top 7 (2)  | She Works Hard for the Money                            | Donna Summer                                     |
| Top 5      | The Way You Look Tonight                                | Frank Sinatra                                    |
| Top 4      | Renegade (mit Danny Gokey) Come Together                | Styx The Beatles                                 |
| Top 3      | Apologize Heartless                                     | OneRepublic Kanye West                           |
| Finale     | Ain’t No Sunshine What’s Going On No Boundaries         | Bill Withers Marvin Gaye Kris Allen/Adam Lambert |

## Diskografie

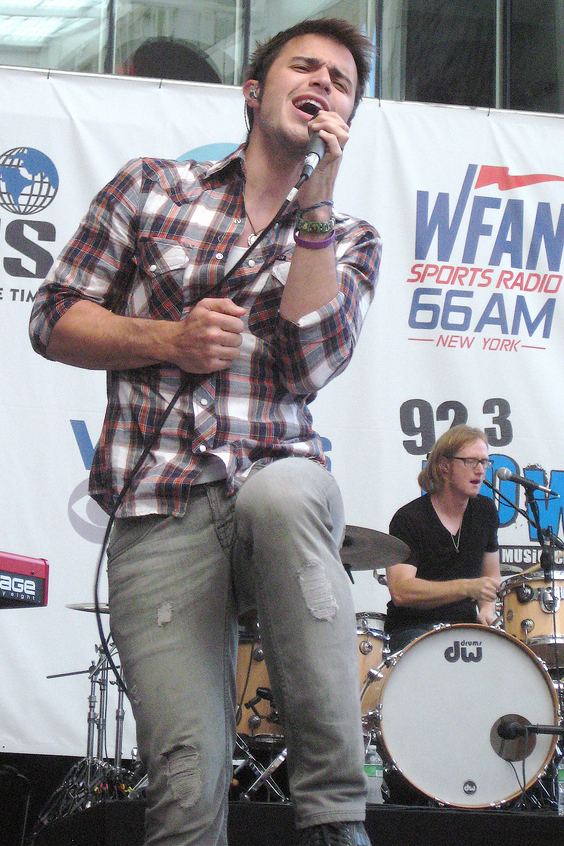
Kris Allen live im Yankee Stadium in New York am 26. Juni 2010

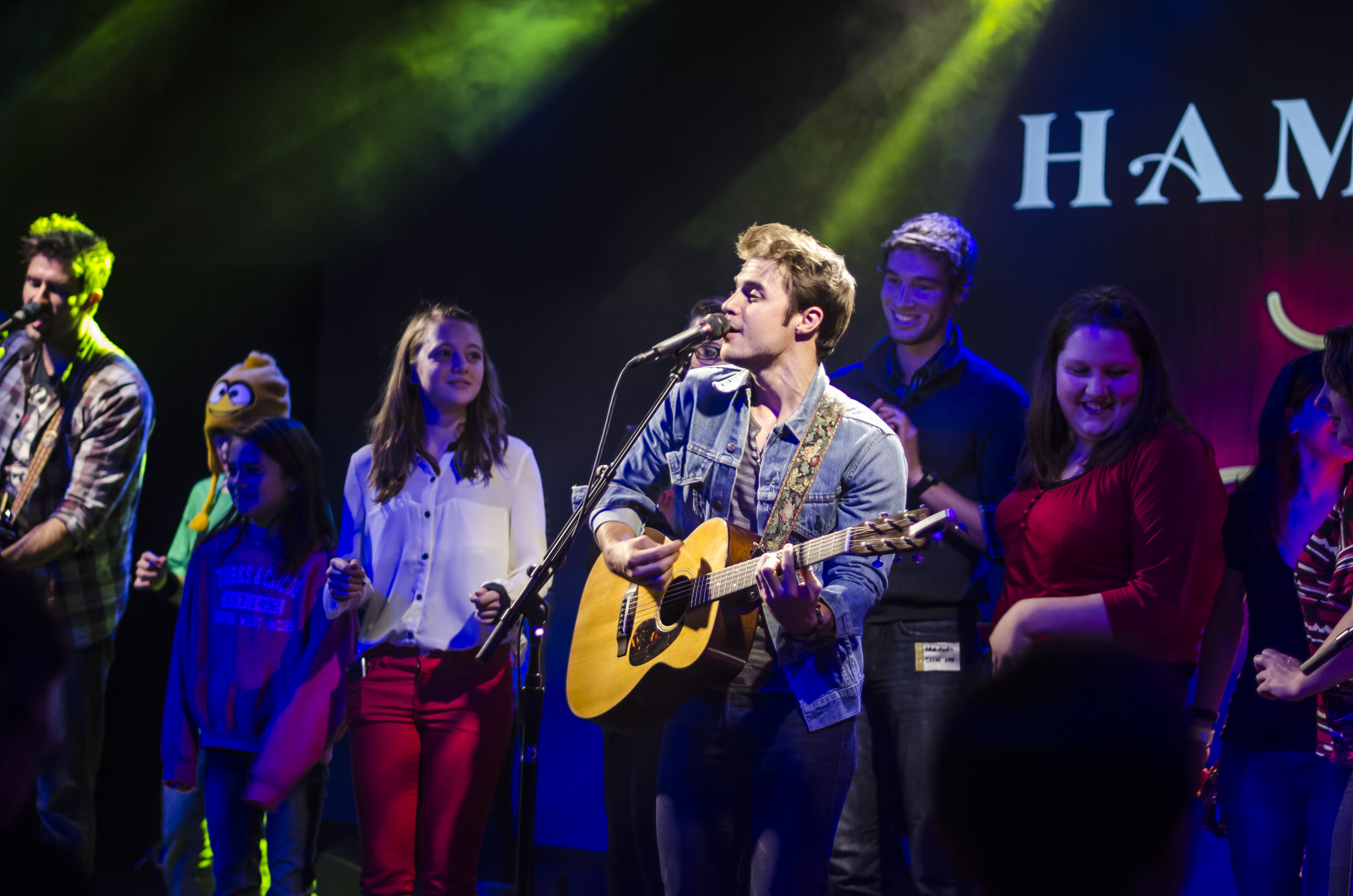
Kris Allen mit Fans im The Hamilton in Washington DC am 28. Oktober 2012

### Alben
- Brand New Shoes (2007)
- Kris Allen (2009)
- Thank You Camellia (2012)
- Horizons (2014)
- Letting You In (2016)

### Singles
- No Boundaries (2009)
- Live Like We're Dying (2009)
- The Truth (feat. Patrick Monahan) (2010)
- Alright with Me (2010)
- The Vision of Love (2012)